# 布魯西夫卡 (盧甘斯克州)
49°20′2″N 39°24′27″E / 49.33389°N 39.40750°E
布魯西夫卡（羅馬化：Brusivka）是位於烏克蘭東部的村莊，由盧甘斯克州舊比利斯克區的比洛沃茨克市鎮負責管轄。該村處於比什金河右岸，始建於1789年，面積6.318平方公里，海拔高度83米，2001年人口717。